# New Albany (Indiana)
New Albany é uma cidade localizada no estado americano de Indiana, no condado de Floyd, do qual é sede. A cidade é separada do Kentucky apenas pelo rio Ohio, se opondo a Louisville do outro lado da margem.

## Geografia
De acordo com o United States Census Bureau, a cidade tem uma área de 39,1 km², dos quais 38,7 km² estão cobertos por terra e 0,4 km² por água.

### Localidades na vizinhança
O diagrama seguinte representa as localidades num raio de 12 km ao redor de New Albany.

## Demografia
Segundo o censo nacional de 2010, a sua população é de 36 372 habitantes e sua densidade populacional é de 929,5 hab/km².

## Marcos históricos
A relação a seguir lista as 16 entradas do Registro Nacional de Lugares Históricos em New Albany. O primeiro marco foi designado em 28 de junho de 1974 e o mais recente em 22 de março de 2021.
- Cedar Bough Place Historic District
- Culbertson Mansion
- DePauw Avenue Historic District
- Division Street School
- East Spring Street Historic District
- Hedden's Grove Historic District
- M. Fine and Sons Building
- Mansion Row Historic District
- New Albany Downtown Historic District
- New Albany National Cemetery
- Old Pike Inn
- Scribner House
- Shelby Place Historic District
- U.S. Court House and Federal Office Building
- William Young House
- Woodbine